# Georg Wawschinek

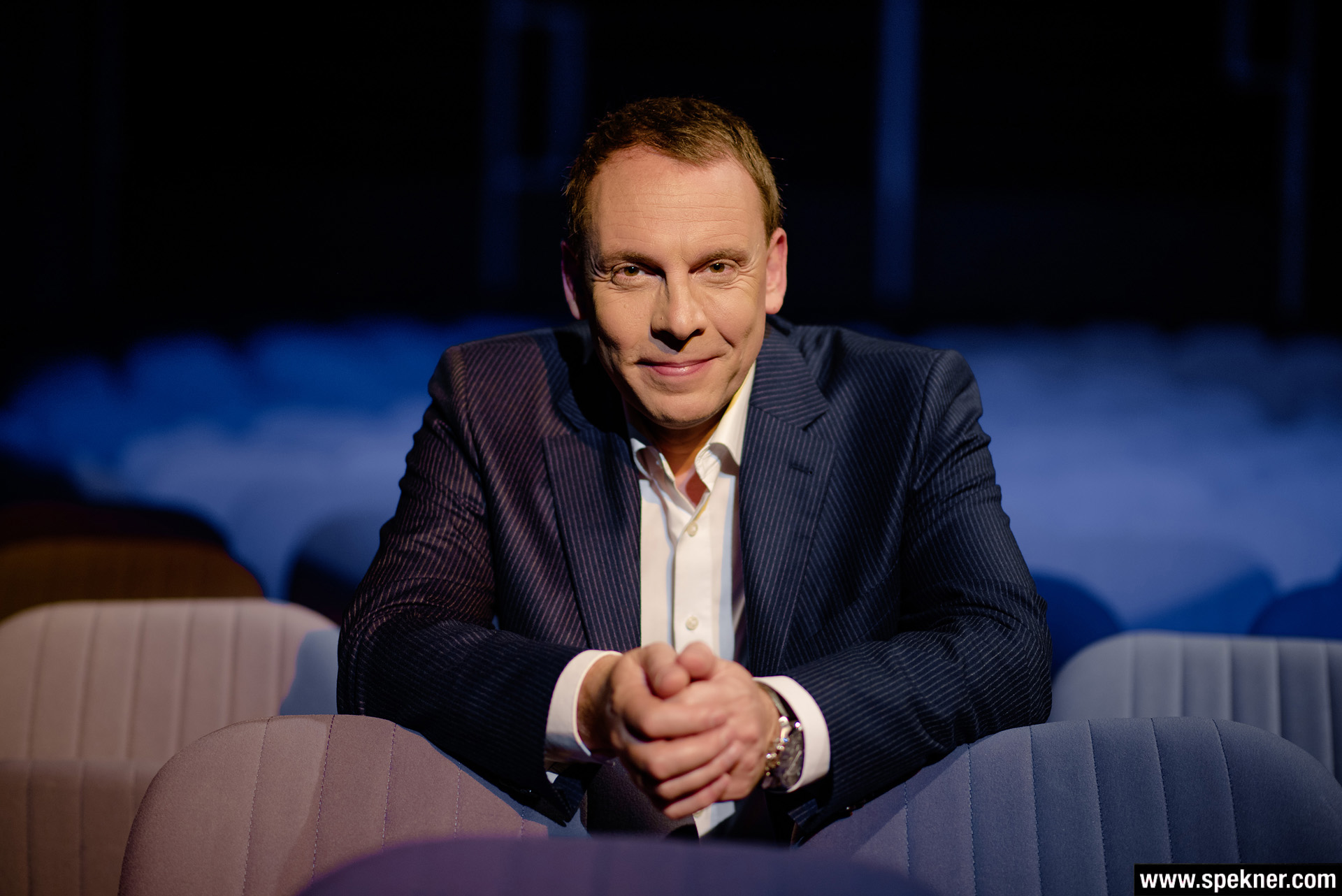
Autor, Keynote Speaker und Trainer Georg Wawschinek

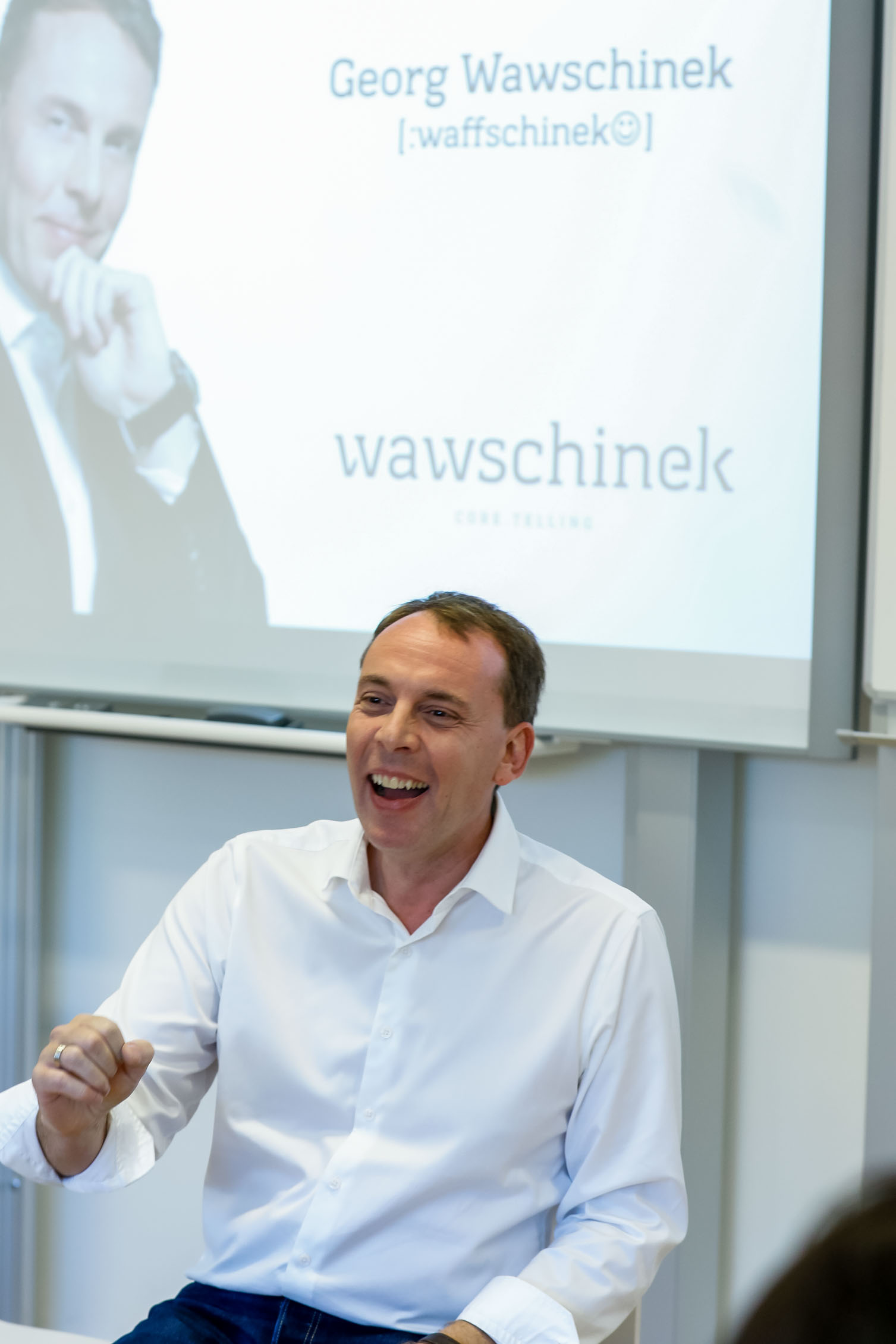
Georg Wawschinek beim Fortbildungsformat Humorlab, das von Roman F. Szeliga gegründet wurde

Georg Wawschinek (* 28. Mai 1970 in Graz) ist ein österreichischer Autor, Keynote Speaker und Coach für Kommunikation.

## Leben
Wawschinek absolvierte seine schulische Laufbahn in Graz, wo er 1988 am Akademischen Gymnasium maturierte, um dann an der Karl-Franzens-Universität Graz für die Studienrichtungen Deutsch und Latein zu inskribieren.
Wawschinek wurde 1995 in einem ORF-Casting für die Hitradio Ö3 Lehrredaktion ausgewählt. Von 1995 bis 2000 war er bei Ö3 als Moderator für die Sendungsreihen Ö3-Nachtflug, Ö3 Wecker, Ö3 Small Talk, Ö3 Heute, Ö3 Radio Holiday, Reporter, Projektmanager und Chef vom Dienst tätig. Er war am Relaunch von Ö3 beteiligt. Ab 1998 war er im ORF auch als Trainer für Beitragsgestaltung, Interview-Technik, Live-Einstiege sowie Moderation im Einsatz. 2000 machte sich Wawschinek als Medientrainer selbständig.
Im Fernsehsender ORF 2 in der Sendung Heute mittag ist Wawschinek einmal pro Monat als „Kommunikationsexperte“ zu Gast.

## Publikationen
- Charisma fällt nicht vom Himmel, Goldegg Verlag Wien 2015. ISBN 978-3-902991-54-6.
- Gast-Autor (Kapitel: Wie kurzweilige Leichtigkeit unser Leben verändert. Ur-komisch. Eine Kommunikationsentwicklung, die uns sprachlos macht) in: Szeliga, Roman: Frustschutzmittel – Wie Sie es schaffen, alles halb so schlimm oder doppelt so gut zu finden. 3. Auflage, Midas, Zürich 2015. ISBN 978-3-9071-0067-7.[2][3][4]